# Diócesis de Granada (Nicaragua)
La diócesis de Granada (en latín: Dioecesis Granadensis) es una circunscripción eclesiástica de la Iglesia católica en Nicaragua. Se trata de una diócesis latina, sufragánea de la arquidiócesis de Managua. Desde el 11 de marzo de 2010 su obispo es Jorge Solórzano Pérez.

## Territorio y organización
La diócesis tiene 7453 km² y extiende su jurisdicción sobre los fieles católicos de rito latino residentes en los departamentos de: Boaco, Granada y Rivas.
La sede de la diócesis se encuentra en la ciudad de Granada, en donde se halla la Catedral de la Inmaculada Concepción de María.
En 2021 en la diócesis existían 61 parroquias.

## Historia
La diócesis fue erigida el 2 de diciembre de 1913 con la bula Quum iuxta apostolicum effatum del papa Pío X, obteniendo el territorio de la diócesis de León.
El 21 de julio de 1962 cedió una parte de su territorio para la erección de la prelatura territorial de Juigalpa (hoy diócesis de Juigalpa) mediante la bula Christi voluntas del papa Juan XXIII.

## Estadísticas
Según el Anuario Pontificio 2022 la diócesis tenía a fines de 2021 un total de 579 881 fieles bautizados.
| Año                                                                             | Población            | Población | Población      | Sacerdotes | Sacerdotes    | Sacerdotes    | Bautizados por sacerdote | Diáconos permanentes | Religiosos | Religiosos | Parroquias |
| Año                                                                             | Bautizados católicos | Total     | % de católicos | Total      | Clero secular | Clero regular | Bautizados por sacerdote | Diáconos permanentes | Varones    | Mujeres    | Parroquias |
| ------------------------------------------------------------------------------- | -------------------- | --------- | -------------- | ---------- | ------------- | ------------- | ------------------------ | -------------------- | ---------- | ---------- | ---------- |
| 1950                                                                            | 298 000              | 302 000   | 98.7           | 53         | 25            | 28            | 5622                     |                      |            |            | 31         |
| 1966                                                                            | 190 000              | 202 900   | 93.6           | 47         | 16            | 31            | 4042                     |                      |            | 83         | 21         |
| 1970                                                                            | 196 968              | 199 968   | 98.5           | 32         | 8             | 24            | 6155                     |                      | 24         | 62         | 24         |
| 1976                                                                            | 264 880              | 267 556   | 99.0           | 37         | 12            | 25            | 7158                     |                      | 26         | 65         | 22         |
| 1980                                                                            | 296 954              | 300 000   | 99.0           | 32         | 14            | 18            | 9279                     |                      | 21         | 71         | 22         |
| 1999                                                                            | 346 452              | 433 064   | 80.0           | 50         | 37            | 13            | 6929                     |                      | 22         | 141        | 27         |
| 2000                                                                            | 346 452              | 440 000   | 78.7           | 48         | 33            | 15            | 7217                     |                      | 22         | 137        | 27         |
| 2001                                                                            | 471 216              | 526 008   | 89.6           | 53         | 35            | 18            | 8890                     |                      | 19         | 157        | 27         |
| 2002                                                                            | 483 682              | 540 112   | 89.6           | 54         | 37            | 17            | 8957                     |                      | 26         | 135        | 29         |
| 2003                                                                            | 475 704              | 544 545   | 87.4           | 58         | 41            | 17            | 8201                     |                      | 18         | 137        | 29         |
| 2004                                                                            | 483 230              | 555 436   | 87.0           | 55         | 40            | 15            | 8786                     |                      | 28         | 137        | 33         |
| 2013                                                                            | 536 000              | 588 000   | 91.2           | 83         | 75            | 8             | 6457                     |                      | 26         | 133        | 50         |
| 2016                                                                            | 566 716              | 623 951   | 90.8           | 88         | 84            | 4             | 6439                     |                      | 24         | 161        | 53         |
| 2019                                                                            | 576 776              | 636 033   | 90.7           | 90         | 89            | 1             | 6408                     | 1                    | 22         | 158        | 56         |
| 2021                                                                            | 579 881              | 641 033   | 90.5           | 93         | 89            | 4             | 6235                     |                      | 19         | 158        | 61         |
| Fuente: Catholic-Hierarchy, que a su vez toma los datos del Anuario Pontificio. |                      |           |                |            |               |               |                          |                      |            |            |            |

## Episcopologio
- José Cándido Piñol y Batres † (10 de diciembre de 1913-10 de julio de 1915 renunció[nota 1])
- Canuto José Reyes y Balladares † (12 de julio de 1915-3 de noviembre de 1951 falleció)
- Marco Antonio García y Suárez † (17 de marzo de 1953-11 de julio de 1972 falleció)
- Leovigildo López Fitoria, C.M. † (7 de julio de 1972-15 de diciembre de 2003 retirado)
- Bernardo Hombach Lütkermeier (15 de diciembre de 2003-11 de marzo de 2010 retirado)
- Jorge Solórzano Pérez, desde el 11 de marzo de 2010